# Orthosia heckendorni
Orthosia heckendorni là một loài bướm đêm trong họ Noctuidae.